# 臺灣民主基金會
臺灣民主基金會（英語：Taiwan Foundation for Democracy），簡稱TFD，是中華民國外交部主管的公設財團法人。

## 歷史

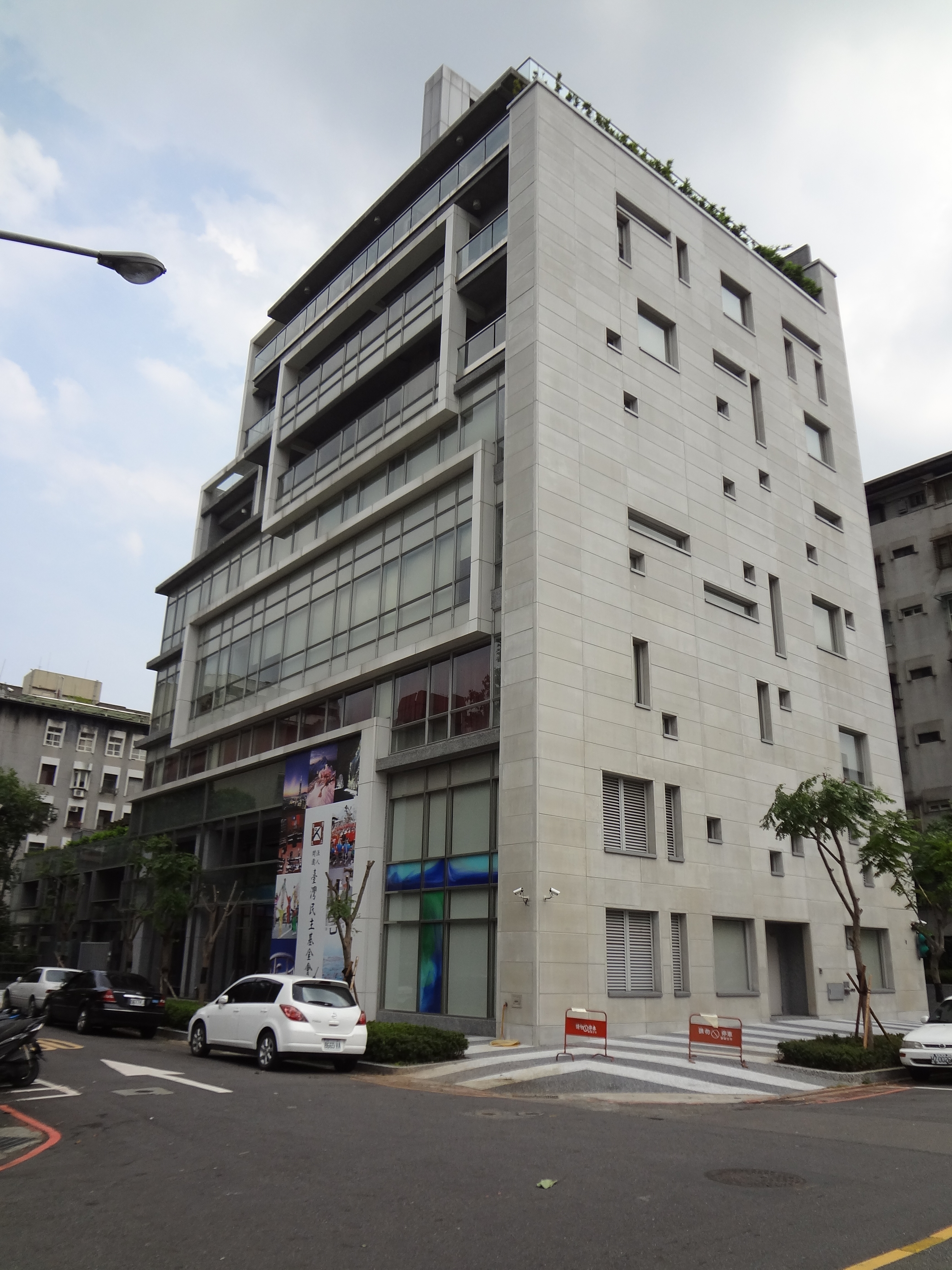
臺灣民主基金會總部

2002年，外交部積極推動籌設臺灣民主基金會。
2003年1月，立法院審查通過臺灣民主基金會預算。6月17日，臺灣民主基金會在召開首屆董事暨監察人會議後正式成立，董事長由立法院院長兼任，副董事長由外交部部長兼任；首屆董事長即為時任立法院院長王金平。
2006年，無代表國家和民族組織台灣席位改由臺灣民主基金會代表參與。
2013年6月16日，臺灣民主基金會總部大樓落成啟用（臺北市大安區信義路三段147巷17弄4號）。
2018年5月24日，独立中文笔会会长廖天琪与全球支持中国和亚洲民主化论坛秘书长潘永忠拜访台湾民主基金会總部大樓，颁发“刘晓波纪念奖”给台湾民主基金会。
2022年8月3日，中共中央台湾工作办公室发言人马晓光公布台湾民主基金会为“台独”顽固分子关联机构；臺灣民主基金會表示，該會是國家級基金會，不接受外部捐款、也不對外募款，對於國台辦指控該會為「台獨」頑固分子關聯機構一事，基金會拒絕回應。

## 組織

### 本會
監察人會
- 監察人（3-5名）

董事會
- 董事（13-17名）：政府代表（3名，立法院院長、外交部部長、總統府秘書長）、政黨代表（依據立法院席次比例）、學界代表、財經界代表、非政府組織團體代表
- 董事長（慣例由立法院院長出任）
  - 副董事長（慣例由外交部部長出任）
  - 國內諮詢委員
  - 國際顧問

首長
- 執行長：由董事長聘任
  - 審查委員會
  - 副執行長

### 內部單位
- 秘書組：督導秘書組業務，包括人事、行政、會計、財務、總務、庶務以及辦理董事暨監察人聯席會議等事宜
- 研究企劃組：研究企劃組主要工作為系統性地透過研究交流，瞭解當前臺灣與全球各地民主與人權發展的趨勢與挑戰，規劃因應對策。具體的作法則是透過與學術界與非政府組織的專家之間的合作，定期出版中文版臺灣民主季刊、英文版臺灣民主期刊與中英文版中國人權年度觀察報告。同時也不定期地針對特定議題進行探討與出版，如臺灣民主之反思與前瞻、中華民國實施聯合國兩權利公約的意義以及承諾與行動－落實CEDAW 終結性別暴力
- 國際合作組：督導國際補助案審查，以及協助國際活動辦理
- 國內推展組：統籌國內推展組業務
- 亞太民主資訊中心：統籌資訊中心業務，包括本會行政業務電腦化、資訊安全服務、網路維運、Email服務、資訊訓練、數位內容、軟體服務以及個人電腦與周邊設備提供與維護服務等事宜

## 資金來源
1. 外交部出資新台幣3,000萬元成立。
2. 外交部每年捐助新台幣1.5億元。

## 業務
1. 推動與世界各國民主組織建立結盟關係。
2. 支持國內外學術界、智庫、民間非政府組織推展有關民主與人權之活動。
3. 支援國內各政黨從事國際民主交流活動。
4. 發行與民主發展有關刊物。
5. 推動有關民主、人權之研討會，舉辦公共論壇及相關民主教育活動。

## 刊物
- 《臺灣民主季刊》（Taiwan Democracy Quarterly）
- 《Taiwan Journal of Democracy》
- 《中國人權觀察報告》（China Human Rights Report）
- 《臺灣民主通訊》（Taiwan Democracy Bulletin）
- 《臺灣民主基金會年報》
- 《兩岸基層選舉與地方治理研究通訊》（已停刊）
- 其他出版品

## 頒發獎項
- 亞洲民主人權獎

## 爭議

### 要求攝影民眾簽切結書
2013年6月29日，臺灣民主基金會於國立臺灣大學舉辦「見證臺灣民主系列論壇」第四場論壇，講者郝柏村演講途中，該校十多位學生於現場抗議。陳文成博士紀念基金會執行長張龍僑於現場拍攝抗議場面，遭工作人員要求簽下切結書表示該影片僅供個人研究使用；此外，張龍僑認為拍攝片段疑似遭工作人員刪除，之後旁人表示工作人員並未動過其攝影機。稍後，張龍僑於臉書發文表示檔案並未被刪除、是烏龍一場，向臺灣民主基金會執行長黃德福公開表示歉意，「我會留著我誤判的那些po文，做為我的警惕」。

### 副執行長利益迴避問題
2020年3月23日，中國國民黨立法委員陳以信在立法院外交及國防委員會拿出中華民國109年度臺灣民主基金會預算書，質詢臺灣民主基金會副執行長陳婉宜「這個預算書補助寇謐將幾次」。陳婉宜最初說「一次」，陳以信隨即反駁稱寇謐將的名字在預算書裡出現至少四次，陳婉宜承認寇謐將是她老公。陳以信指出，寇謐將的名字在預算書裡出現至少四次，不只擔任工作坊主持人、工作坊評論人，還到奧地利與波蘭參加活動，還擔任《臺灣民主通訊》主編。外交部政務次長徐斯儉稱，寇謐將有些是受到外交部補助的團參加的，不是臺灣民主基金會的經費。陳以信駁斥，預算書裡面的預算都是臺灣民主基金會的經費，他要求外交部就政府補助基金會的利益迴避提出書面答覆。
陳以信揭露2018年臺灣民主基金會至少補助寇謐將四次，外交部書面答覆，2020年3月陳婉宜任職臺灣民主基金會代理執行長時已經指示該會不再邀請寇謐將協助辦理專案，但中華民國108年度該會預算書隱藏計畫參與者姓名，難以監督。2020年12月30日，中國國民黨文化傳播委員會副主任委員黃子哲說，臺灣民主基金會必須停止左手給右手、老婆給老公，否則只會加深民怨。臺灣民主基金會表示，寇謐將曾以學者身分邀約審稿或出席會議，僅依該會規定領取出席費與稿費，非計畫專案主持人。

## 外部連結
- 臺灣民主基金會 （页面存档备份，存于）
- Taiwan Foundation for Democracy - SourceWatch （页面存档备份，存于）
- IHRFG: Taiwan Foundation for Democracy （页面存档备份，存于）